# Milton Latham
Milton Slocum Latham (23 de Maio de 1827 – 4 de Março de 1882) foi um político americano, que exerceu como o sexto governador da Califórnia e como Representante e Senador dos EUA. Latham detém a distinção de ter o cargo de governador mais curto da história da Califórnia, durando cinco dias entre 9 de Janeiro até 14 de Janeiro de 1860. Latham, um Democrata Lecompton, renunciou ao cargo (o segundo governador a fazer isso) depois de ser eleito pela assembleia para preencher a vaga no Senado dos EUA deixada vaga com a morte de David C. Broderick em um duelo.

## Biografia
Nascido em Columbus, Ohio em 1827, Latham estudou Estudos clássicos no Jefferson College em Washington, Pensilvânia, graduando-se em 1845. Após sua graduação, Latham mudou-se para o Condado de Russell, Alabama, trabalhando brevemente como professor enquanto estudava Direito. Foi aceito na Ordem do Alabama em 1848, trabalhando como secretário do tribunal do Condado de Russell por dois anos até 1850, quando mudou-se para São Francisco, Califórnia, após a Corrida do Ouro.
Em São Francisco, Latham continuou na advocacia, tornando-se escriturário do condado e, em 1851, procurador de Sacramento. Depois de exercer por um ano, Latham entrou na política e, em 1852, concorreu como Democrata e ganhou uma vaga na Câmara dos Representantes dos EUA. Após a conclusão de seu mandato de dois anos, Latham recusou-se a concorrer a outro mandato e voltou à Califórnia para exercer advocacia novamente, apesar de ter sido renomeado pelos Democratas do estado.
Apenas um ano depois de retornar a São Francisco, Latham foi nomeado coletor alfandegário dos EUA para o Porto de São Francisco pelo Presidente Franklin Pierce, cargo que o ex-Congressista protestou inicialmente, mas depois aceitou relutantemente. Latham ocupou o cargo até 1857.
Desde o início da década de 1850, as questões relativas à escravidão haviam efetivamente dividido o Partido Democrata do estado. Inicialmente dividido por Cavalheiros pró-escravidão e Solos Livres antiescravistas, em 1857, o partido havia se dividido nas facções Lecompton e Anti-Lecompton. Os membros Lecompton apoiaram a Constituição Lecompton do Kansas, um documento que permitia explicitamente a escravidão no território, enquanto os membros da facção Anti-Lecompton se opunham à expansão da escravidão. A violência entre as forças de apoio e de oposição levou ao período conhecido como Bleeding Kansas. As divergências no Partido Democrata, assim como o vácuo de poder criado pelo colapso do Partido Whig, ajudaram a facilitar a ascensão do Partido Americano tanto na política estadual quanto na federal. Em particular, os eleitores estaduais votaram nos Sabe Nadas na Assembleia do Estado da Califórnia e elegeram J. Neely Johnson como governador nas eleições gerais de 1855.
Durante as eleições gerais de 1859, os Democratas Lecomptons votaram em Latham, que viveu brevemente no Sul dos Estados Unidos, como seu candidato a governador. Os Anti-Lecomptons, por sua vez, selecionaram John Currey como seu candidato. O recém-criado Partido Republicano, concorrendo em sua primeira eleição para governador, escolheu o empresário Leland Stanford como candidato. Para complicar ainda mais as coisas, durante a campanha, o Senador David C. Broderick, um Democrata Anti-Lecompton, foi morto em um duelo pelo apoiador da escravidão e ex-juiz da Suprema Corte da Califórnia David S. Terry no dia 13 de Setembro.
Apesar das divergências do partido e da entrada do Partido Republicano na campanha, Latham venceu a eleição, obtendo 60% dos votos.

## Governador

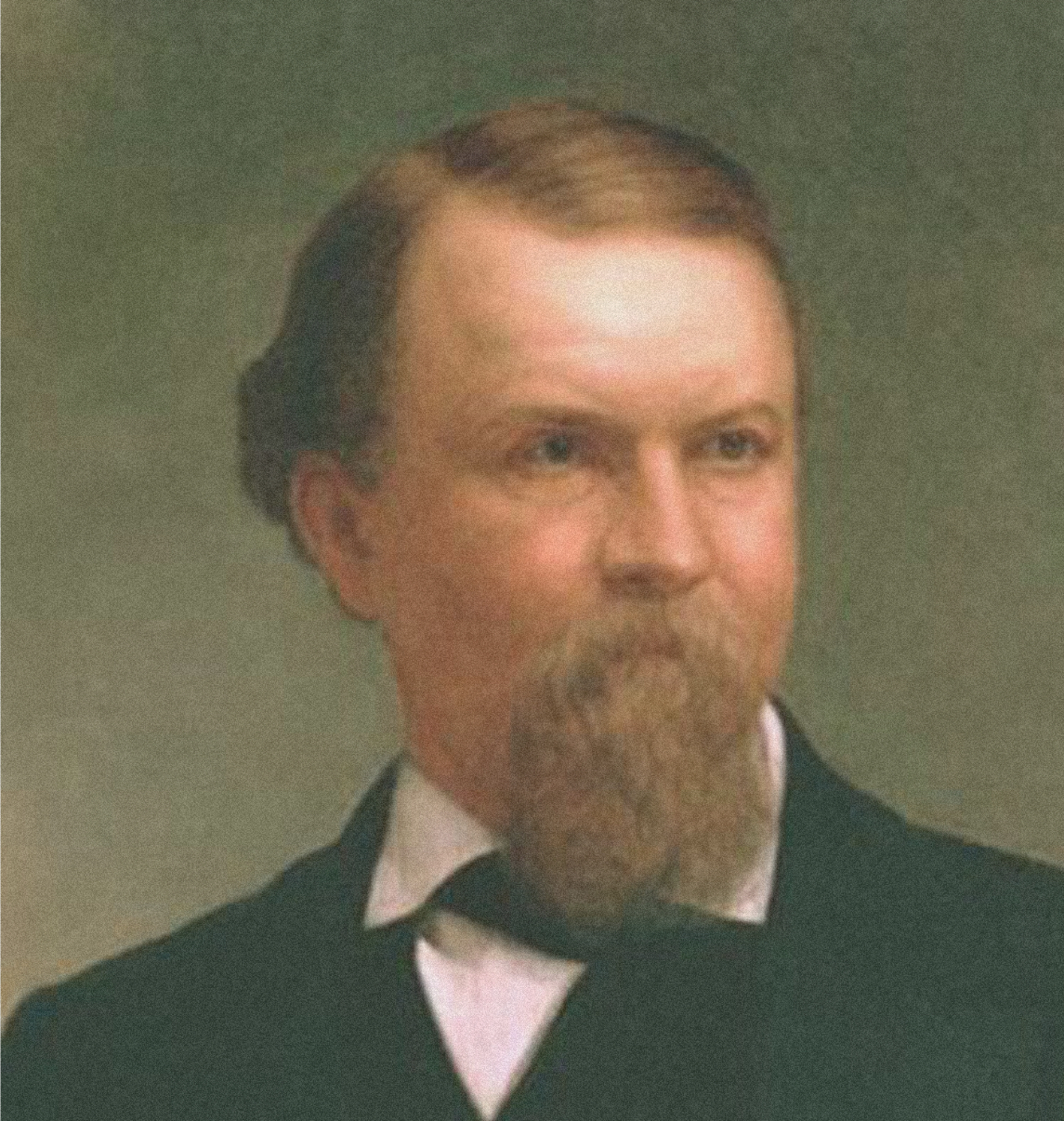
Retrato oficial de Milton Latham no Capitólio Estadual da Califórnia

Latham foi empossado no dia 9 de Janeiro de 1860. Em seu discurso de posse, o novo governador destacou sua principal prioridade como resolver a dívida crescente do estado, uma questão que anteriormente desafiava os ex-governadores John Bigler, J. Neely Johnson e John B. Weller. Latham sugeriu reduzir as despesas legislativas, construir mais edifícios governamentais - como a conclusão do novo edifício do Capitólio Estadual da Califórnia - sem aumentar impostos e aumentar as ligações do Serviço Postal dos Estados Unidos do Leste dos Estados Unidos para a Califórnia para ajudar a facilitar o comércio e as ligações pessoais. Latham também sugeriu que o Gabinete do governador não deveria se tornar mais poderoso e ser verificado com segurança pela assembleia e pelos tribunais.
No entanto, poucas horas após o início de seu mandato, o desejo de Latham por avanços políticos foi rapidamente percebido. Em poucos dias, Latham propôs à Assembleia e ao Senado para ser escolhido como o substituto de David C. Broderick no Senado dos EUA e cumprir o resto de seu mandato. (Antes da Décima Sétima Emenda, as assembleias legislativas escolhiam os senadores federais).
Concorrendo contra o candidato Henry P. Haun, Latham foi escolhido pela assembleia e, no dia 14 de Janeiro de 1860, apenas cinco dias após o início de seu governo, Latham renunciou. Latham tornou-se o segundo Governador da Califórnia a renunciar ao cargo.
O mandato de cinco dias de Latham como governador continua sendo o mais curto da história da Califórnia. O recorde para o mandato mais curto de qualquer membro constitucional da Califórnia manteve-se até que o Republicano Sean Wallentine exerceu três dias - 31 de Dezembro de 2010 até 3 de Janeiro de 2011 - como membro interino do Conselho de Equalização do Estado da Califórnia.

## Pós-governador
Latham viajou para Washington, D.C. para assumir sua vaga no Senado dos EUA no final daquele ano. Exercendo pelos próximos três anos como Democrata, concorreu à reeleição assim que o mandato original de Broderick acabou em 1862. No entanto, o apoio político na Califórnia se afastou dos Democratas em favor dos Republicanos Unionistas, que agora controlavam a assembleia do estado. Latham perdeu sua candidatura a um segundo mandato no Senado para o Republicano John Conness, um ex-Democrata Anti-Lecompton.
Após sua derrota, Latham viajou para a Europa, ingressando no London and San Francisco Bank Ltd (agora MUFG Union Bank), onde se tornou o chefe do banco em São Francisco. Ao longo do final da década de 1860 e na década de 1870, Latham ajudou a financiar as Ferrovias California Pacific e a North Pacific Coast, ganhando reconhecimento como um dos barões ferroviários da Califórnia.
Em 1872, Latham comprou e começou a reformar uma mansão de 50 quartos em Menlo Park, Thurlow Lodge, como um presente para sua noiva, apenas para a propriedade queimar antes de ser concluída. No entanto, foi totalmente reconstruída em 1873. Em 1874, Latham encomendou a Carleton Watkins para fotografar a enorme propriedade e produzir dois álbuns de apresentação com impressões de placas gigantescas.
Latham mais tarde mudou-se para Nova York em 1879 para se tornar presidente da New York Mining Stock Exchange. O ex-governador morreu em Nova York três anos depois, em 1882, aos 54 anos. Latham foi inicialmente sepultado no Cemitério Laurel Hill em São Francisco (atual local do campus de Lone Mountain da Universidade de São Francisco), e mais tarde foi sepultado no Cypress Lawn Memorial Park em 1940.

## Leia mais
- «Thurlow Lodge, Menlo Park - Lawn and House». J. Paul Getty Trust. Consultado em 21 de maio de 2007
- Jesse Hamlin (15 de Abril de 2005). «The New de Young». The San Francisco Chronicle. Consultado em 21 de maio de 2007